# Civilization III
Sid Meier's Civilization III este al treilea joc de strategie pe ture al seriei Sid Meier Civilization lansat in 2001. Civilization III, ca și celelalte  jocuri, atrage după sine construirea unui imperiu începând din 4000 î.Hr. și continuând dincolo de epoca modernă. Jucătorul trebuie să construiască și să îmbunătățească orașe și unitățile de bază militare pentru a cerceta tehnologii, construi minuni ale lumii, declara război sau pace cu civilizațiile vecine. Jucătorul trebuie să echilibreze infrastructura, resurse, abilități diplomatice și de tranzacționare, progresul tehnologic, cultura.

## Gameplay
Harta era alcătuită din pătrățele. Fiecare oraș, soldat, resursă, se afla pe câte un pătrat.Jocul s-a axat foarte mult pe dezvoltare urbană, jucătorii putând să-și vizualizeze orașele în 2D. Orașele erau mai vii acum căci locuitorii cereau hrană și fericire.Producția era reprezentată de recrutarea unităților și construirea clădirilor. Banii se obțineau din taxe, comerț, cercetarea tehnologiilor și exploatarea resurselor de lux.Cetățenii puteau deveni fericiți, mulțumiți, nefericiți și revoltați în funcție de cum administrai orașul. Dacă cetățenii erau nefericiți, declanșau revolte și dezordine, iar producția stagna. Dacă cetățenii erau fericiți, lăudau liderul și creșteau producția,aducând beneficii. În diplomație, dacă voiai să treci un anumit teritoriu ceaparținea altei civilizații, trebuia să închei un acord cu civilizația respectivă șiastfel vă extindeați drumurile. Clădirile aveau un anume cost și puteau fi distruse.Puteai construe minuni ca Grădinile Suspendate, Statuia lui Zeus, Capela Sixtină,Atelierul lui Da Vinci, Barajul Hoover Dam, Orașul Interzis sau puteai să lansezi proiectul S.E.T.I. de căutare a extratereștrilor sau să inventezi internetul. A fost introdus sistemul de guvernământ, putând alege ideologii sau sisteme ca fascismul sau feudalismul. Arborele tehnologiilor pe care trebuia să le cercetezi a fost împărțit în patru epoci:Antică, Medievală, Industrială și Modernă. Ca și în jocurile anterioare, trebuia săinițiezi programul spațial, dar de data asta trebuia să aduni componentele unei nave spațiale care să susțină viață astronauților la bordul acesteia. Cetățenii erau de patru tipuri: lucrători, artiști, colectori de taxe și savanți. Cu cât era mai mare numărul de cetățeni într-un oraș ce munceau, surplusul demografic aducea artiști. Ulterior au fost adăugate alte categorii de cetățeni: polițiștii care reduc corupția și inginerii care îmbunătățesc producția. Cultura n-a mai fost prezentă în acest joc, dar fiecare oraș avea un grad de cultură ce îi sporea influența pe teritoriu. Fiecare civilizație avea acum propriile ei abilități și unități unice: exemplu-americanii cu avionul B-15,romanii cu legionarii, aztecii cu războinicii jaguari, germanii cu Panzerul,japonezii cu samurai, otomanii cu Siphai. Puteai juca cu și mai multe civilizații și liderii acestora: aztecii (Montezuma), iroquis(Hiawatha), grecii (Alexandru celMare), spaniolii (Isabela), incașii (Pachacuti) etc. Jocul a primit două extensii: Playthe World și Conquests.

## Legături externe
- Official Civilization III website
- Civilization III la MobyGames
- Civilization III pe website Civ Fanatics